# Дом 2: Проклятая обитель
«Дом 2: Проклятая обитель» (иное название — «Дом 2: Вторая история»; англ. House II: The Second Story) — американский комедийный фильм ужасов 1987 года режиссёра Этана Уайли, вторая часть серии фильмов. Премьера фильма состоялась 14 мая 1987 года. В США фильм собрал $7 800 000, из них в первый уик-энд проката $2 573 934.

## Сюжет
Молодой парень Джесси получил в наследство большой дом. Естественно, парень переезжает в него жить, но вскоре с ним и с его закадычным другом Чарли, который периодически навещает Джесси, начинают происходить всякие странные вещи: через различные части дома они попадают в прошлое. Так, через спальню друзья попадают в доисторические джунгли, где им приходится спасаться от птеродактиля; посредством камина они оказываются в храме ацтеков и освобождают девственницу-красавицу.

## В ролях
- Ари Гросс — Джесси
- Джонатан Старк — Чарли
- Эми Ясбек — Яна

## Художественные особенности
Фильм продолжает смешение двух жанров — фильма ужасов и кинокомедии, начатых в первой части. Однако в данной части комедийные элементы начинают преобладать.

## Комикс
В октябре 1987 года, издательство Marvel Comics выпустило комикс-адаптацию фильма. Сюжет адаптировал Ральф Маччио (англ. Ralph Macchio), а художниками стали Алан Купперберг (англ. Alan Kupperberg), Хилари Барта (англ. Hilary Barta), Дэнни Буланади (англ. Danny Bulanadi), Хосе Марзан-Младший (англ. Jose Marzan, Jr.) и Пэт Реддинг (англ. Pat Redding). Его цена — $2.